# Pommers voetbalkampioenschap 1924/25
In 1924/25 werd het zevende Pommers voetbalkampioenschap gespeeld, dat georganiseerd werd door de Baltische voetbalbond. 
Titania Stettin werd kampioen en plaatste zich voor de Baltische eindronde. De club werd tweede achter VfB Königsberg. Vanaf dit seizoen mocht ook de vicekampioen naar de eindronde om de Duitse landstitel. Titania verloor in de eerste ronde van FC Altona 93.

## Reguliere competitie

### Bezirksliga Stolp
Na dit seizoen fuseerde de competitie van Stolp met die van Köslin. 
| Plaats | Club                    | Wed. | W | G | V | Saldo | Ptn. |
| ------ | ----------------------- | ---- | - | - | - | ----- | ---- |
| 1.     | SV Germania 1903 Stolp  | 10   | 6 | 2 | 2 | 18:7  | 14   |
| 2.     | SV Sturm 1919 Lauenburg | 10   | 6 | 1 | 3 | 39:9  | 13   |
| 3.     | SV Viktoria 1909 Stolp  | 10   | 6 | 0 | 4 | 24:11 | 12   |
| 4.     | SV Fortuna 1919 Stolp   | 10   | 4 | 2 | 4 | 16:23 | 10   |
| 5.     | RSV Pfeil Schlawe       | 9    | 4 | 1 | 4 | 12:34 | 9    |
| 6.     | FC Pfeil 1919 Lauenburg | 9    | 0 | 0 | 9 | 6:31  | 0    |

|  | Geplaatst voor de eindronde |
|  | Degradatie                  |

### Bezirksliga Köslin
| Plaats | Club                      | Wed. | W | G | V | Ptn. |
| ------ | ------------------------- | ---- | - | - | - | ---- |
| 1.     | Kösliner SV Phönix        | 10   | 8 | 2 | 0 | 18   |
| 2.     | SV 1910 Kolberg           | 10   | 6 | 2 | 2 | 14   |
| 3.     | SV Viktoria 1921 Kolberg  | 10   | 7 | 0 | 3 | 14   |
| 4.     | SV Preußen Köslin         | 10   | 2 | 2 | 6 | 6    |
| 5.     | SC Labes                  | 10   | 2 | 0 | 8 | 4    |
| 6.     | SC Alemannia 1921 Kolberg | 10   | 2 | 0 | 8 | 4    |

|  | Geplaatst voor de eindronde |
|  | Degradatie                  |

### Bezirksliga Stettin
| Plaats | Club                      | Wed. | W  | G | V  | Saldo | Ptn. |
| ------ | ------------------------- | ---- | -- | - | -- | ----- | ---- |
| 1.     | Stettiner FC Titania 1902 | 12   | 12 | 0 | 0  | 37:8  | 24   |
| 2.     | Stettiner FC Preußen 1901 | 12   | 7  | 2 | 3  | 24:12 | 16   |
| 3.     | Stettiner SC 1908         | 12   | 7  | 1 | 4  | 23:15 | 15   |
| 4.     | VfB 1908 Stettin          | 12   | 6  | 0 | 6  | 25:22 | 12   |
| 5.     | SC Preußen Pölitz         | 12   | 4  | 1 | 7  | 13:25 | 9    |
| 6.     | VfL Stettin               | 12   | 1  | 3 | 8  | 7:29  | 5    |
| 7.     | FC Blücher 1904 Stettin   | 12   | 1  | 1 | 10 | 7:25  | 3    |

|  | Geplaatst voor de eindronde |

### Bezirksliga Stargard
Voorheen heette deze competitie Bezirksliga Pyrnitz, maar omdat deze stad op voetbalvlak niets te betekenen had werd de naam naar Stard gewijzigd. Na dit seizoen fuseerde de competitie met die van Schneidemühl.  
| Plaats | Club                                              | Wed. | W | G | V | Saldo | Ptn. |
| ------ | ------------------------------------------------- | ---- | - | - | - | ----- | ---- |
| 1.     | Stargarder SC 1910                                | 5    | 4 | 1 | 0 | 20:3  | 9    |
| 2.     | SC Viktoria 1911 Stargard                         | 5    | 3 | 1 | 1 | 15:4  | 7    |
| 3.     | Garnisons-Sportabteilung Keith-Gneisenau Stargard | 6    | 2 | 0 | 4 | 13:20 | 4    |
| 4.     | SC Titania 1924 Kallies                           | 4    | 0 | 0 | 4 | 3:24  | 0    |

|  | Geplaatst voor de eindronde |
|  | Degradatie                  |

### Bezirksliga Schneidemühl
De eindrangschikking is niet meer bekend, hieronder de laatst bekende rangschikking. 
| Plaats | Club                            | Wed. | W  | G | V | Saldo | Ptn. |
| ------ | ------------------------------- | ---- | -- | - | - | ----- | ---- |
| 1.     | FC Viktoria Schneidemühl        | 14   | 11 | 0 | 3 | 28:15 | 22   |
| 2.     | SV Deutsche Krone               | 11   | 9  | 1 | 1 | 32:7  | 19   |
| 3.     | SV Hertha Schneidemühl          | 14   | 7  | 2 | 5 | 24:26 | 16   |
| 4.     | SC Erika 1915 Schneidemühl      | 13   | 4  | 5 | 4 | 17:17 | 13   |
| 5.     | FC Germania 1915 Schneidemühl   | 14   | 5  | 2 | 7 | 19:26 | 12   |
| 6.     | SV Graf Schwerin Deutsche Krone | 11   | 2  | 3 | 6 | 13:24 | 7    |
| 7.     | SC Germania Neustettin          | 12   | 2  | 3 | 7 | 16:16 | 7    |
| 8.     | SV Hellas 1919 Schneidemühl     | 11   | 1  | 2 | 8 | 6:24  | 4    |

|  | Geplaatst voor de eindronde |
|  | Degradatie                  |

### Bezirksliga Vorpommern
| Plaats | Club                 |
| ------ | -------------------- |
| 1.     | VfB Torgelow 1921    |
| 2.     | Pasewalker SC        |
| 3.     | MSV Blücher Pasewalk |
| 4.     | SC Vorwärts Löcknitz |
| 5.     | SC Eggesin 1923      |
| 6.     | SC Ueckermünde       |

|  | Geplaatst voor de eindronde |

### Bezirksliga Gollnow
De competitie werd in twee groepen verdeeld, er werd echter beslist om geen finale te spelen tussen beide groepen maar om Blücher Gollnow af te vaardigen naar de eindronde. 

### Groep Oost
| Plaats | Club                     | Wed. | W | G | V | Saldo | Ptn. |
| ------ | ------------------------ | ---- | - | - | - | ----- | ---- |
| 1.     | Naugarder SC 1910        | 5    | 4 | 0 | 1 | 8:2   | 8    |
| 2.     | SC Regenwalde 1920       | 5    | 3 | 1 | 1 | 6:4   | 7    |
| 3.     | SV Mackensen Greifenberg | 5    | 1 | 1 | 3 | 3:8   | 3    |
| 4.     | SC Plathe 1920           | 3    | 0 | 0 | 3 | 0:3   | 0    |

### Groep West
| Plaats | Club                    | Wed. | W              | G              | V              | Saldo          | Ptn.           |                |
| ------ | ----------------------- | ---- | -------------- | -------------- | -------------- | -------------- | -------------- | -------------- |
| 1.     | SC Blücher 1911 Gollnow | 4    | 4              | 0              | 0              | 8:4            | 8              |                |
| 2.     | SC Treptow 1921         | 3    | 2              | 0              | 1              | 10:7           | 4              |                |
| 3.     | SC Preußen 1909 Gollnow | 2    | 0              | 0              | 2              | 1:3            | 0              |                |
| 4.     | VfB Gützow 1920         | 3    | 0              | 0              | 3              | 5:10           | 0              |                |
| 5.     | SV Wollin               |      | Teruggetrokken | Teruggetrokken | Teruggetrokken | Teruggetrokken | Teruggetrokken | Teruggetrokken |
| 6.     | SC Wacker Cammin        |      | Teruggetrokken | Teruggetrokken | Teruggetrokken | Teruggetrokken | Teruggetrokken | Teruggetrokken |

|  | Geplaatst voor de eindronde |
|  | Degradatie                  |

## Eindronde
Deelnemers
| Club                          | Gekwalificeerd als                  |
| ----------------------------- | ----------------------------------- |
| SV Deutsch Krone Schneidemühl | Kampioen van Grenzmark-Schneidemühl |
| SC Blücher 1911 Gollnow       | Kampioen van Gollnow                |
| SV Germania 03 Stolp          | Kampioen van Lauenburg-Stolp        |
| Kösliner SV Phönix 1909       | Kampioen van Kolberg-Köslin         |
| Stargarder SC 1912            | Kampioen van Stargard               |
| Stettiner FC Titania          | Kampioen van Stettin                |
| VfB Torgelow                  | Kampioen van Uckermark              |

Kwartfinale
|                |                  |       |                      |              |
| 4 januari 1925 | SV Deutsch Krone | 1 – 6 | Stettiner FC Titania | Schneidemühl |
| 4 januari 1925 |                  |       |                      | Schneidemühl |

|                |                   |       |                    |       |
| 4 januari 1925 | SV Germania Stolp | 2 – 1 | Kösliner SV Phönix | Stolp |
| 4 januari 1925 |                   |       |                    | Stolp |

|                |               |       |                    |          |
| 4 januari 1925 | Stargarder SC | 1 – 3 | SC Blücher Gollnow | Stargard |
| 4 januari 1925 |               |       |                    | Stargard |

VfB Torgelow had een bye. 
Halve Finale
|                 |                   |       |                      |       |
| 11 januari 1925 | SV Germania Stolp | 0 – 4 | Stettiner FC Titania | Stolp |
| 11 januari 1925 |                   |       |                      | Stolp |

|                 |              |       |               |          |
| 11 januari 1925 | VfB Torgelow | 2 – 5 | Stargarder SC | Torgelow |
| 11 januari 1925 |              |       |               | Torgelow |

Finale
|                 |                      |       |               |         |
| 25 januari 1928 | Stettiner FC Titania | 6 – 0 | Stargarder SC | Stettin |
| 25 januari 1928 |                      |       |               | Stettin |